# ورزشگاه گیگ لین
ورزش‌گاه گیگ لین زمین فوتبالی در شهر بری انگلستان است. این ورزش‌گاه در سال ۱۸۸۵ به عنوان زمین اختصاصی تیم فوتبال بری ساخته شده است.

## تاریخچه
بازی دوستانه بین دو تیم، بری و ویگان در سال ۱۸۸۵ نخستین بازی است که در این زمین انجام شده است. نخستین بازی در لیگ فوتبال نیز در سال ۱۸۹۴ بین دو تیم بری و منچسترسیتی از سری بازی‌های لیگ دسته دوم فوتبال انگلستان انجام شده است.

## سایر استفاده‌ها
این ورزش‌گاه علاوه بر ورزش فوتبال در ورزش‌های راگبی، کریکت، بیسبال و لاکراس مورد استفاده قرار می‌گیرد. هم‌چنین این ورزش‌گاه توسط تیم منچستر یونایتد برای بازی‌های تیم ذخیره خود اجاره شده است.